# Tremal-Naik
Tremal-Naik è un personaggio immaginario ideato dal romanziere Emilio Salgari. Compare per la prima volta nel romanzo I misteri della jungla nera (pubblicato a puntate nel 1887 come Gli strangolatori del Gange, raccolto in volume nel 1895), Si tratta del primo volume del ciclo I pirati della Malesia, del quale è il protagonista maschile.
Tremal-Naik è un indiano bengalese che vive nella giungla in compagnia della sua tigre Darma e del suo cane Punthy, e lotta contro i thug, una spietata setta di assassini; conoscerà poi Sandokan e Yanez de Gomera, intraprendendo con loro numerose avventure.

## Nelle opere di Salgari
(Prima descrizione del personaggio, Emilio Salgari, I misteri della jungla nera.)
Tremal-Naik è un uomo dal fisico imponente e statuario, alto cinque piedi e sei pollici (1 metro e 67) e di bell'aspetto; Yanez, appena lo vede la prima volta, afferma di non aver mai incontrato un uomo di colore così bello e così vigoroso. L'unico che potesse superarlo in bellezza era sicuramente Sandokan. Rappresenta, come Sandokan, il tipico eroe salgariano: coraggioso, indomito, spesso anche avventato, che si lascia trascinare dall'amore ma anche dalla vendetta, e nonostante tutto lotta per il bene. Tremal Naik sposerà una giovane donna inglese, Ada, e da lei avrà una figlia , la bellissima Dharma che chiamerà come l’amata tigre.
A Tremal-Naik, oltre che a Sandokan, Salgari lega la propria scelta anti-britannica e anti-colonialista, e un elogio del meticciato. 
Alcuni dei protagonisti delle opere di Salgari, e tra loro Tremal-Naik, sono stati interpretati come appartenenti alla tipologia che Umberto Eco definì superuomo di massa.
Per quanto riguarda il rapporto con Ada Corishant, è stato affermato che Salgari sovverte nella sua descrizione di Tremal-Naik il ruolo del maschio voyeur, che impone il proprio sguardo all'amata, dipingendolo invece come adoratore di una visione superiore. Salgari si distaccherebbe in questo dai personaggi che popolano altri romanzi di ambientazione esotica più o meno contemporanei, come quelli scritti da Conrad o Kipling.

## Interpreti

Tremal-Naik interpretato da Ganesh Kumar nello sceneggiato Sandokan

- Nel 1976 l'attore indiano Ganesh Kumar interpretò Tremal-Naik sul piccolo schermo nello sceneggiato Sandokan, prodotto dalla Rai[8]. Lo sceneggiato si rivelò un grandissimo successo e spinse gli autori a ideare un seguito dal titolo La tigre è ancora viva: Sandokan alla riscossa!, dove Tremal-Naik è sempre interpretato da Kumar. In entrambi i film,[9] l'attore è doppiato in italiano da Cesare Barbetti[10][11].
- Nella miniserie del 1991 I misteri della giungla nera Tremal Naik è interpretato da Amerjit Deu.
- Nelle serie a cartoni animati della Mondo TV, Tremal-Naik è doppiato da Fabrizio Picconi[12], e come Sandokan appare più giovane rispetto alla sua controparte del romanzo ed è il fratello maggiore di Kammamuri.

## Influenza culturale
- Tremal-Naik, assieme a Sandokan e a Yanez, è ritenuto una delle fonti di ispirazione della saga fumettistica di Tex, con la sua figura che si ricollega in particolare a quella di Tiger Jack.[13][14] Tremal-Naik viene inoltre accostato ad un altro personaggio del fumetto, il dancalo Cush di Hugo Pratt, che come l'eroe salgariano esprimerebbe l'idea dell'autore che le abilità dello straniero possano mostrarsi a qualsiasi latitudine e in qualsiasi clima.[15]
- Nel brano Yanez di Davide Van De Sfroos g'ha el Suzuki anca Tremal Naik.[16]
- Lo scrittore spagnolo Rafael Sánchez Ferlosio ebbe un particolare apprezzamento per Tremal-Naik. Ad esempio nel suo Discurso de Gerona afferma ... era mi aspiración de llegar a hacerme héroe por lo fino, como Tremal Naik[17], e in una intervista del 2015 dichiarava che "Julio Verne más bien me cansaba. Me gustaba mucho Tremal-Naik, el amigo de Sandokán, que iba a todas partes con un tigre."[18]
- La scrittore Piero Colaprico ha dedicato al personaggio uno dei racconti della suoi raccolta Le vie della Katana (2024), dal titolo Gli occhiali di Tremal-Naik.[19]